# Autoroute AP-36 (Espagne)
L'autoroute AP-36 appelée aussi Autopista de Levante est une autoroute payante, de 150km de long, qui suit le tracé de la route nationale N-301 entre Ocaña et La Roda.
L'autoroute AP-36 a été construite pour décongestionner l'A-3 du trafic à destination de la province d'Alicante et de la région de Murcie. En effet l'A-3 regroupait jusqu'à présent tous les trafics en partant de Madrid à destination de l'est de l'Espagne en desservant 2 communautés autonomes, celles de Valence et la région de Murcie.
L'AP-36 est une autoroute concédée par la société Cintra.
Depuis son ouverture, l'autoroute est utilisée par 3000 véhicules par jour, ce qui provoque la faillite du concessionnaire le 15 mars 2018,. Depuis, elle est exploitée par l’état espagnol, et elle est demandée à être gratuite par la gauche espagnole.

## Tracé
- L'AP-36 débute au sud de Madrid au croisement avec l'A-4 (Madrid - Andalousie) et la R-4 (Madrid - Ocaña).
- Elle suit le tracé de la N-301 jusqu'à se connecter à l'A-31 (Madrid - Alicante) à La Roda.

## Sorties
| Sorties | Villes                                |         |
| ------- | ------------------------------------- | ------- |
|         | Madrid                                | A-4 R-4 |
| 01      | Villatobas                            | N-301   |
| 02      | Corral de Almaguer                    | N-301   |
| 03      | Quintanar de la Orden                 | N-301   |
| 04      | Mota del Cuervo                       | N-301   |
| 05      | El Pedernoso                          | N-301   |
|         | Valence A-3 Ciudad Real - Cordoue A-4 | A-43    |
| 07      | Los Estesos - Minaya                  |         |
|         | La Roda - Alicante Murcie A-30        | A-31    |